# Clistothyris
Clistothyris là một chi bướm đêm thuộc họ Gelechiidae.